# Marmosa de Karim
La marmosa de Karim (Thylamys karimii) és una espècie d'opòssum de la família dels didèlfids. És endèmica del centre i el nord-est del Brasil, on viu als cerrados i caatingues.